# Вячка (село)
Вячка — село в Кирсановском районе Тамбовской области. Входит в Калаисский сельсовет.

Расположено на правом берегу Вороны в 11 км к юго-западу от Кирсанова и в 77 км к востоку от Тамбова.
| 2010 |
| ---- |
| 619  |

## История
Основано, видимо, в первом десятилетии XVIII в. крепостными крестьянами помещика Шереметьева. Впервые упоминается в переписной книге ревизской сказки 1719 г.: «Село Козьмодемьянское, Вячка тож. Морского флота поручика Александра Петровича Шереметьева крестьяне: Григорий Андреев, Арефий Игнатов, Александр Матвеев, Поликарп Андреев, Елисей Герасимов, Ларион Филиппов».
Всего за Шереметьевым числилось в Вячке 368 душ, домов было 80. Здесь же, в селе, стоял дом помещика.
В «Экономических примечаниях Кирсановского уезда», составленных в конце XVIII в., о селе Вячке написано так: «Село Козьмодемьянское, Вячка тож. Владения князей Александра, Федора, Михаила, детей Долгоруковых. Домов — 124, мужчин — 624, женщин — 620. Реки Вороны и речки Вячки. Дом господский деревянный. На речке Вячке пять мукомольных мельниц».
«Церковь каменная, теплая, построена в 1858 г. на средства княгини Елизаветы Александровны Барятинской. Престол — во имя Космы и Дамиана (1 ноября). Приход открыт в 1729 году. Местно-чтимая Смоленская икона Божией Матери. Из достопримечательностей — Евангелие в 2400 руб. и потир с прибором в 2160 руб., подаренные кр. Хохловым.
Дворов 440, д.м.п. 1434, ж.п. 1419, великороссы, земледельцы, имеют земли по 25 саж. в поле на душу.
В приходе экономия княгини Барятинской, большая, около церкви, и два хутора в 5 и 10 вер. от церкви. Река Ворона, по обеим сторонам ее лес.
Школы две: церковно-приходская, женская, одноклассная, и земская, мужская, одноклассная, законоучителю от земской школы 50 руб. в год. Есть церковно-приходское попечительство. Имеется опись церковного имущества. Метрические книги с 1803 года. Библиотека церковная в 110 томов.
Штат: священник, диакон и псаломщик. У причта усадебной земли 3 дес. и полевой 33 дес., удобной, в разных местах. Земля дает годового дохода при собственной обработке 50 руб. десятина, а при сдаче 20 руб. дес. Братский годовой доход 1100—1300 руб. Причтовый капитал 303 руб. Церковный капитал 1145 руб. У псаломщика дом церковный (13×5 кв. арш.), очень ветхий.
Приход от ст. „Иноковка“ в 12 вер., почтового отделения в г. Кирсанове в 10 вер., больницы, благочинного и фельдшерского пункта в с. Иноковке в 8 вер., базар в 10 вер. в г. Кирсанове, ближайшая церковь села Калаиса, волостное правление в самом селе, и г. Тамбова в 90 вер. Адрес: для корреспонденции — г. Кирсанов, имение княгини Барятинской, село Вячка, а для телеграмм — Кирсанов, Вячка. Земский начальник 8-го уч., пристав 1-го стана Кирсановского уезда».